# Государственный комитет по ценным бумагам Азербайджана
Государственный комитет по ценным бумагам Азербайджана — государственный орган Азербайджана, отвечающий за регулирование деятельности на рынке ценных бумаг, защиту прав и интересов инвесторов, акционеров и других владельцев ценных бумаг в Азербайджане. 

## История
Создание рынка ценных бумаг в Азербайджане восходит к началу XX века. В первые десятилетия века банки в Баку выпускали вексели и ценные бумаги под проценты, которые использовались в сделках купли-продажи как форма долговых расписок. Использование векселей было широко развито в период существования Азербайджанской Демократической Республики. 
Первые акции в стране были выпущены Банком торговли Баку. Среди основных акционеров банка были председатель совета директоров, Гаджи Зейналабдин Тагиев, Шамси Асадуллаев, Муса Нагиев, Муртуза Мухтаров и другие. После установления советской власти в Азербайджане их использование было запрещено. 
С восстановлением независимости Азербайджана создание рынка ценных бумаг было одним из главных приоритетов правительства. 26 июля 1999 года Указ Президента о «Об обеспечении деятельности Государственного комитета по ценным бумагам при Президенте Азербайджанской Республики» официально создал орган при Президенте Азербайджана, осуществляющий надзор за организованным рынком ценных бумаг в стране. С начала года комитет провёл ряд важных реформ по прозрачности сделок на рынке ценных бумаг, принятию актов, ограничивающих потенциальные риски на рынках до минимального уровня, и защите прав инвесторов в соответствии с международными стандартами. 
15 февраля 2000 года Комитет поддержал создание Бакинской фондовой биржи. Бакинская фондовая биржа состоит из 18 крупных банков и финансовых учреждений, среди которых числится Стамбульская фондовая биржа. Первая операция по торгам на фондовой бирже была проведена 1 сентября 2000 года. 
19 ноября 2008 года Президентом был издан Указ № 52 о создании Государственного комитета по ценным бумагам. Комитет возглавлял Руфат Асланлы.
Комитет упразднён 3 февраля 2016 года в связи с созданием Палаты по надзору за финансовым рынком Азербайджана.

## Структура
Комитет возглавлялся председателем. В состав Комитета входили первый заместитель председателя и два заместителя председателя. 
Структура:
- Отдел по выпуску и регистрации ценных бумаг
- Отдел регулирования рынка долговых обязательств и регистрации залоговых операций
- Отдел регулирования оборота ценных бумаг
- Отдел регулирования инфраструктуры ценных бумаг
- Отдел развития и мониторинга рынка ценных бумаг

Основные функции:
- регулирование деятельности на рынке ценных бумаг
- организация и развитие рынка ценных бумаг
- создание благоприятного инвестиционного климата
- создание и поддержание условий для здоровой и честной конкуренции на рынке ценных бумаг
- защита прав участников, инвесторов и акционеров рынка ценных бумаг
- подготовка лицензирования согласно Правилам профессиональной деятельности на рынке ценных бумаг